# Arndt von Bohlen und Halbach

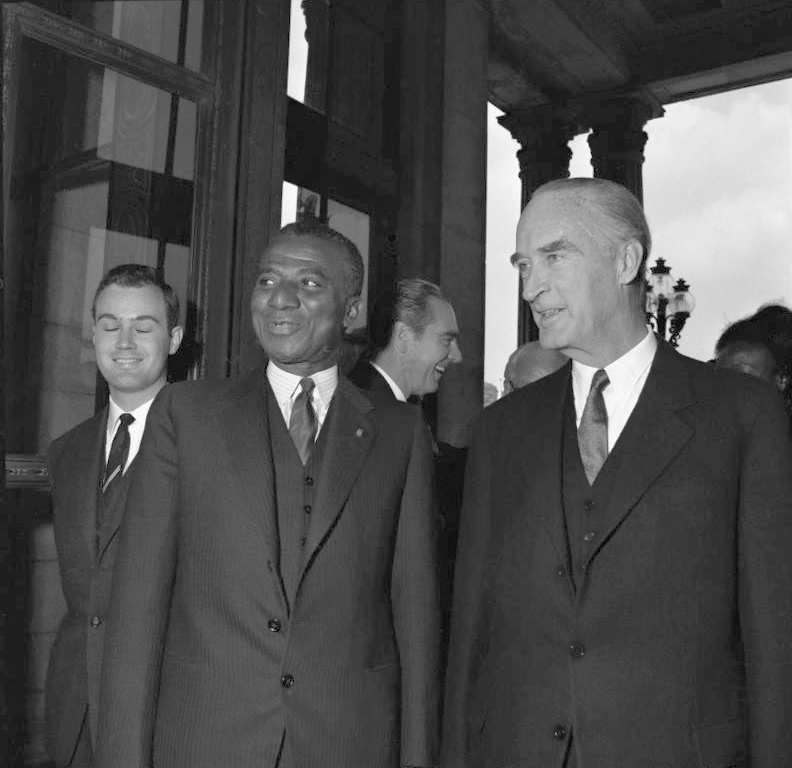
Arndt von Bohlen und Halbach (izquierda) y su padre Alfried Krupp von Bohlen und Halbach (derecha)

Arndt von Bohlen und Halbach (24 de enero de 1938-8 de mayo de 1986) fue un miembro de la familia Krupp. Último heredero de una saga de industriales alemanes que se remonta al siglo XVI, acordó con su padre Alfried renunciar a heredar la empresa familiar, que pasaría a convertirse en una fundación.

## Semblanza
Hijo de Alfried Krupp von Bohlen und Halbach (1907-1967) y Anneliese (Bahr) Lampert (1909-1998) (casados en 1937 y divorciados en 1941); Arndt von Bohlen, luterano de nacimiento y tradición, renunció a su herencia en 1966, y por lo tanto a la propiedad de la empresa Friedrich Krupp AG. Al mismo tiempo, su padre creó la Fundación Alfried Krupp von Bohlen und Halbach. Sin embargo, Arndt estuvo de acuerdo en recibir un appanage (dotación) de 2 millones de marcos alemanes anualmente. Debido a la renuncia a su herencia, tampoco se le permitió usar el apellido Krupp, que estaba reservado al heredero único de la empresa familiar. 
A pesar de ser notoriamente homosexual, como su bisabuelo Friedrich Alfred Krupp, el 14 de febrero de 1969 se casó con la princesa Henriette von Auersperg, hija del príncipe Alois von Auersperg y de la condesa Henrietta Larisch von Möennich. La pareja no tuvo hijos. Gracias a la generosa compensación y a su dotación anual, Arndt pudo disfrutar de una vida propia de la alta sociedad, volando constantemente entre Miami, Sylt, Kitzbühel, castillo Blühnbach y Marrakech. En 1982 se convirtió del protestantismo luterano a la fe católica.
Murió a los 48 años en la Clínica Großhadern de Múnich, enfermo de un cáncer de mandíbula. Había sido alcohólico durante mucho tiempo y estaba profundamente endeudado en el momento de su muerte.
En su libro LIFE, Keith Richards (miembro del grupo de rock The Rolling Stones) mencionó que Arndt era un compañero habitual de las fiestas organizadas en Marrakech.

## Citas
- "Eso es lo último que necesito", cuando se le preguntó si alguna vez pensó en trabajar.

## Obras basadas en su vida
- Bernard Baumgarten (coreógrafo): Pseudo-Krupp, ein Tanzstück. Fecha de estreno: 2 de octubre de 2001 en el Theatre d'Esch de Esch-sur-Alzette, Luxemburgo.
- Luchino Visconti (director): Die Verdammten (The Damned), película de 1969, con Helmut Berger como "Martin von Essenbeck". Su personaje está basado en Arndt von Bohlen und Halbach. El guion fue nominado al Oscar en 1970.
- Carlo Rola (director): Krupp - Eine deutsche Familie (Krupp - Una familia alemana). (Miniserie alemana) Nikolai Kinski interpreta al joven Arndt von Bohlen-Halbach.